# Rezerwa obowiązkowa
Rezerwa obowiązkowa (ang. reserve requirement) – rezerwa, jaką instytucje kredytowe są zobowiązane utrzymywać w banku centralnym w wartości odpowiedniej (w procentach) do wysokości wkładów klientów, zdeponowanych w danym podmiocie.

## Funkcje rezerwy obowiązkowej
Rezerwa obowiązkowa spełnia następujące funkcje :
- jest instrumentem zabezpieczającym wkłady deponentów,
- spełnia funkcję fiskalną, przysparzając dochodów bezpośrednio bankowi centralnemu, a pośrednio państwu,
- stopa rezerwy obowiązkowej wpływa na mnożnik kreacji pieniądza,
- tworzy popyt na pieniądz rezerwowy banku centralnego, co jest szczególnie ważne w sytuacji nadpłynności sektora bankowego,
- stabilizuje (przy konkretnych rozwiązaniach szczegółowych) wysokość stóp procentowych na rynku.

Jako instrument wpływania na płynność bankową, kontrola poziomu rezerw obowiązkowych jest instrumentem polityki pieniężnej.
Zmiana poziomu rezerw wpływa na podaż pieniądza. Odbywa się to za pomocą stopy rezerwy obowiązkowej. Jej wzrost powoduje zmniejszenie podaży pieniądza, zaś jej spadek – ekspansję kredytową banków komercyjnych, która przyczynia się do wzrostu ilości pieniądza w obiegu. Podwyższenie poziomu rezerw zmusza banki do stosownego zachowania, a jego obniżenie pewne działania jedynie umożliwia – zatem oddziaływanie restrykcyjne tego instrumentu jest silniejsze od ekspansywnego.

## Rezerwy obowiązkowe w Polsce
Rezerwy obowiązkowe zostały wprowadzone w Polsce przez ustawę Prawo bankowe, uchwaloną 31 stycznia 1989.
W Polsce, „rezerwę obowiązkową stanowi wyrażona w złotych część środków pieniężnych zgromadzonych na rachunkach bankowych i uzyskanych ze sprzedaży papierów wartościowych z wyjątkiem środków przyjętych od innego banku krajowego, spółdzielczej kasy oszczędnościowo-kredytowej, Krajowej Spółdzielczej Kasy Oszczędnościowo-Kredytowej oraz środków zwrotnych otrzymanych z Bankowego Funduszu Gwarancyjnego”.
Wysokości stóp rezerwy obowiązkowej dla różnego rodzaju zobowiązań ustalane są przez Radę Polityki Pieniężnej. Gromadzeniem rezerw obowiązkowych w Polsce zajmuje się Narodowy Bank Polski.